# Het sacrament

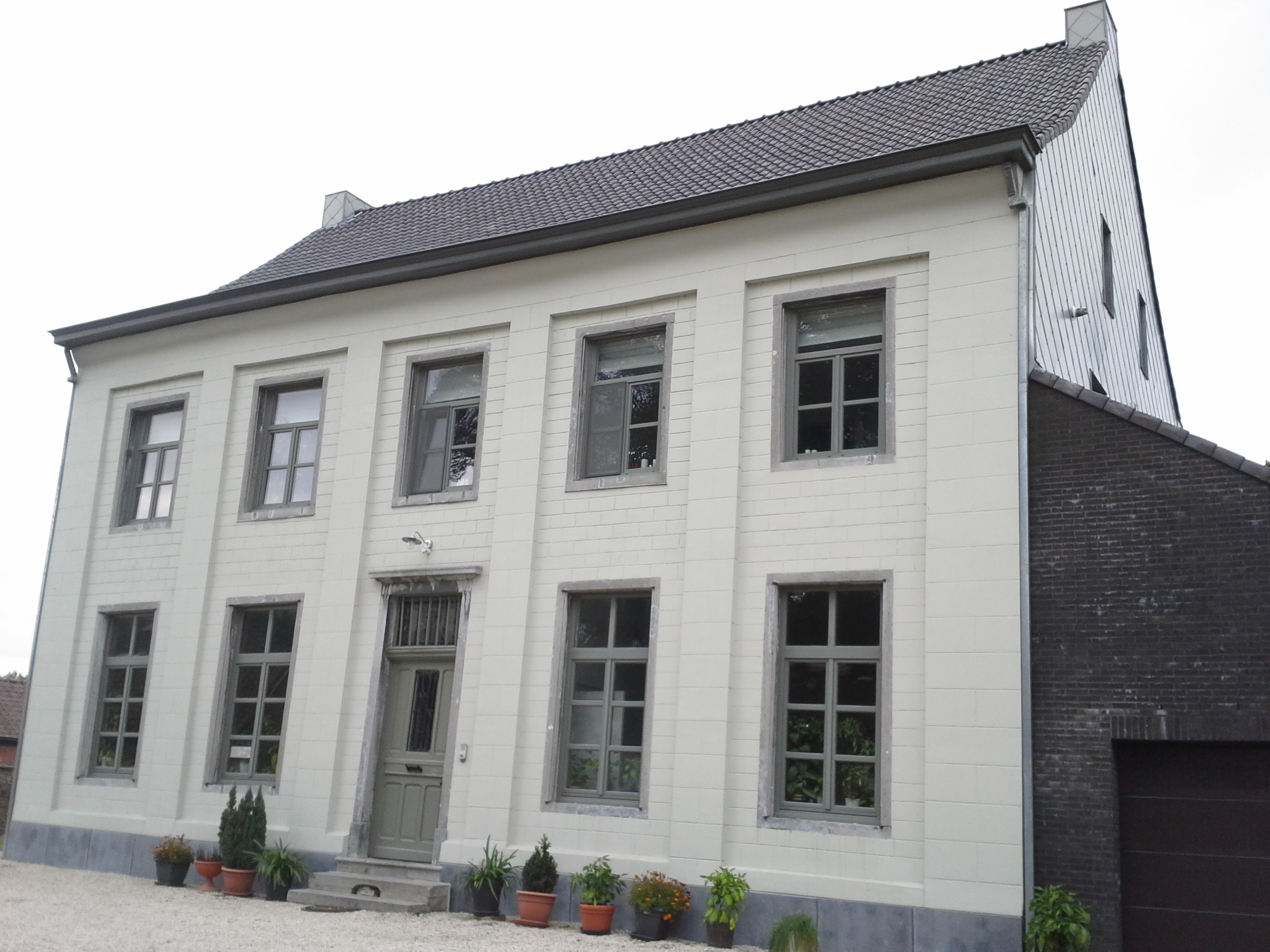
De pastorie van Kobbegem

Het sacrament is een Vlaamse film uit 1989 van Hugo Claus, gebaseerd op zijn eigen roman Omtrent Deedee.

## Verhaal
Jaarlijks komen de leden van de familie Heylen samen om hun overleden moeder te gedenken. Zij verzamelen zich in de pastorie van Kobbegem, waar Nathalie Heylen de huishoudster is van de pastoor die de bijnaam "Deedee" draagt. De familieleden hebben alle hun eigenaardigheden, maar de jonge homoseksueel Claude, die pas uit een inrichting is ontslagen, springt eruit. 
Naarmate er wordt gegeten en vooral gedronken vallen de remmingen weg en worden oude onverteerde rancunes uitgebraakt. Dit culmineert in een climax waarbij Claude het mikpunt is.

## Rolverdeling
| Acteur              | Personage       |
| ------------------- | --------------- |
| Frank Aendenboom    | Deedee          |
| Ann Petersen        | Nathalie Heylen |
| Carl Ridders        | Claude          |
| Chris Lomme         | Lotte           |
| Jan Decleir         | Albert          |
| An De Donder        | Jeanne          |
| Hugo Van den Berghe | Antoine         |
| Brit Alen           | Tilly           |
| Marc Didden         | Gigi            |
| Linda Schagen       | Lutje           |
| Blanka Heirman      | Taatje          |

## Productie en ontvangst
Hugo Claus schreef het verhaal in het begin van de jaren zestig als een scenario voor de Nederlandse filmmaker Fons Rademakers. Toen dit project niet doorging, bewerkte hij het tot de roman Omtrent Deedee, en in 1971 tot het toneelstuk Interieur.
Uiteindelijk werd er toch een film van gemaakt, en wel door Hugo Claus zelf. Het budget hiervoor (zo een 40 miljoen Belgische frank) werd hiervoor volledig door privé-partners samengebracht.
De film ging in wereldpremière op het Filmfestival van Gent in oktober 1989. Distributeur Warner Bros. bracht hem vanaf 16 november 1989 op 15 kopieën uit in de Vlaamse bioscopen. Op het Filmfestival van Cannes van 1990 werd de film vertoond in de sectie Un certain regard.